# Colgan Air Flight 3407
Buffalo Ulykken var en flyulykke, der fandt sted den 12. februar 2009. Klokken 04.20 styrtede et Bombardier Q400 fly fra selskabet Continental Airlines ned i et boligområde nær Buffalo i den amerikanske delstat New York, nærmere betegnet Long Street 6038, Clarence Center, New York. Alle 49 om bord, samt en i huset mistede livet. Flyet styrtede under indflyvningen til Buffalo Niagara International Airport.
Årsagen til styrtet viste sig senere, ifølge NTSB's (National Transportation Safety Broard) rapport, at være pilotfejl. Rapporten fastslog blandt andet at piloterne havde reageret fejlagtigt på en "stick-shaker" alarm, hvilket resulterede i at flyet indledte et såkaldt stall, og dermed faldt direkte mod jorden. Løsningsforslagene som følge heraf betød blandt andet i at pilottræningen hos Colgan Air skulle forbedres, samt at hviletidsforholdende for piloter burde bedres.
 Der er for få eller ingen kildehenvisninger i denne artikel, hvilket er et problem. Du kan hjælpe ved at angive troværdige kilder til de påstande, som fremføres i artiklen.

| Luftfart | Spire Denne artikel om flyvning er en spire som bør udbygges. Du er velkommen til at hjælpe Wikipedia ved at udvide den. |

43°00′42″N 78°38′21″V / 43.0116°N 78.6391°V